# 1981 aux Territoires du Nord-Ouest
Chronologie des Territoires du Nord-Ouest
- 1977
- 1978
- 1979
- 1980
- 1981
- 1982
- 1983
- 1984
- 1985

Cette page concerne des événements d'actualité qui se sont produits durant l'année 1981 dans le territoire canadien des Territoires du Nord-Ouest.

## Politique
- Premier ministre : George Braden
- Commissaire :
- Législature :

## Événements
- Un recensement de la population du territoire a lieu[1]. Elle est désormais de 45 740 habitants.